# سن آندرس د کرکیا
سن آندرس د کرکیا (انگلیسی: San Andrés de Cuerquia) یک منطقه مسکونی در کشور کلمبیا است.